# Baumgarten (Gemeinde Mautern)
Baumgarten ist eine Ortschaft und eine Katastralgemeinde der Stadtgemeinde Mautern an der Donau im Bezirk Krems-Land in Niederösterreich. Die Ortschaft hat 170 Einwohner (Stand 1. Jänner 2024). Bis Ende 1970 war Baumgarten eine eigenständige Gemeinde.

## Geografie
Das Dorf liegt südlich von Mautern in den Weinbergen auf einem Nordhang, womit man den Raum um Krems gut erblicken kann. Im nordöstlichen Ortsgebiet befindet sich das Schloss Baumgarten.

## Geschichte
Im Jahr 1822 wurde der Ort als Dorf mit 24 Häusern genannt, das nach Mautern eingepfarrt war, wohin auch die Kinder eingeschult wurden. Die Herrschaft Göttweig besaß die Ortsobrigkeit und übte die Landgerichtsbarkeit aus, die Herrschaft Mautern und besorgte die Konskription. Die Untertanen und Grundholde des Ortes gehörten der Herrschaft Göttweig.
Laut Adressbuch von Österreich waren im Jahr 1938 in der Ortsgemeinde Baumgarten ein Gastwirt, ein Gemischtwarenhändler und zwei Landwirte mit Ab-Hof-Verkauf ansässig.
Mit 1. Jänner 1971 wurden im Zuge der Niederösterreichischen Kommunalstrukturverbesserung die bis dahin selbständigen Gemeinden Baumgarten und Mautern zu Mautern an der Donau fusioniert.

## Sehenswürdigkeiten
- Schloss Baumgarten, spätbarockes Schloss mit Rokokofassade

## Persönlichkeiten
- Egon Caesar Conte Corti (1886–1953), war Historiker und Schriftsteller, lebte zeitweise im Schloss
- Karl Hohenlohe (* 1960), Journalist, Kolumnist, Moderator und Drehbuchautor, wuchs hier auf